# Chalarodon madagascariensis
Chalarodon madagascariensis är en ödleart som beskrevs av  Peters 1854. Chalarodon madagascariensis ingår i släktet Chalarodon och familjen Opluridae. IUCN kategoriserar arten globalt som livskraftig. Inga underarter finns listade i Catalogue of Life.